# Rosta
Rosta là một đô thị ở tỉnh Torino trong vùng Piedmont, có vị trí cách khoảng 20 km về phía tây của Torino, nước Ý. Tại thời điểm ngày 31 tháng 12 năm 2004, đô thị này có dân số 3.801 người và diện tích là 9,0 km².
Rosta giáp các đô thị: Caselette, Rivoli, Buttigliera Alta, Reano, và Villarbasse.